# Meon (Angleterre)
Pour les articles homonymes, voir Méon.
Le Meon (en anglais, River Meon) est un petit fleuve côtier du sud de l'Angleterre dans le comté de l'Hampshire.

## Géographie
Long de 34 km, le Meon donne son nom à plusieurs localités sur son cours. Il prend sa source à l'ouest du massif  calcaire des South Downs, au sud du village d'East Meon qu'il traverse, puis tourne vers l'ouest et passe le village de West Meon.
Il court ensuite vers le sud-sud-ouest en passant les localités de Warnford, Exton, Corhampton, Meonstoke, Droxford, Soberton, Wickham, Knowle, Funtley, Catisfield, Titchfield.
Enfin, passant à l'ouest de la ville de Stubbington où son estuaire forme une zone humide protégée (la réserve naturelle nationale de Titchfield Haven),  il se jette dans le Solent, le bras de mer séparant la Grande-Bretagne de l'île de Wight.

## Galerie

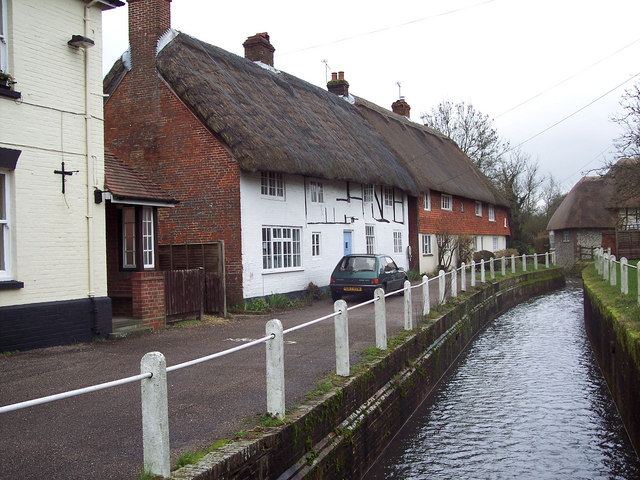
1. East Meon
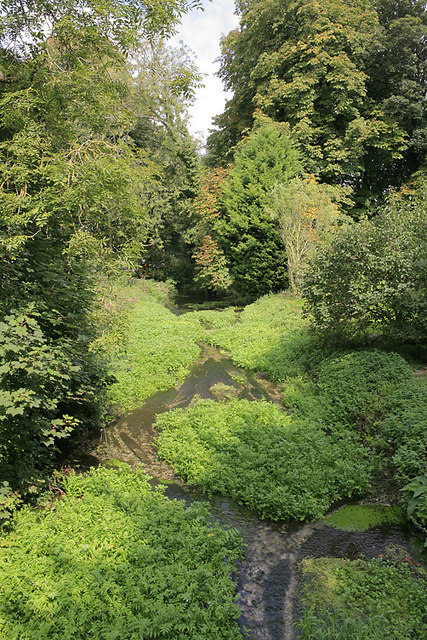
2. L'amont du Meon vu du pont sur la route A32 à Warnford.
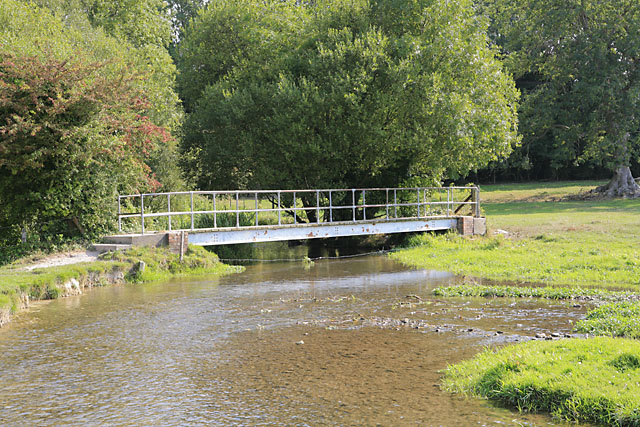
3. Pont de King's Way sur le Meon à Soberton.
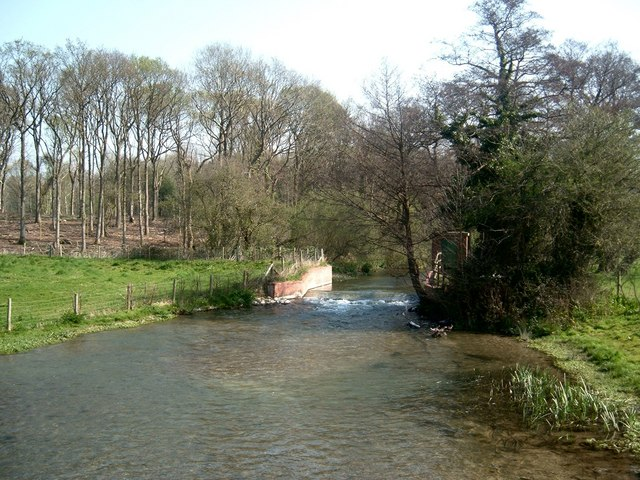
4. L'amont du Meon à Mislingford.
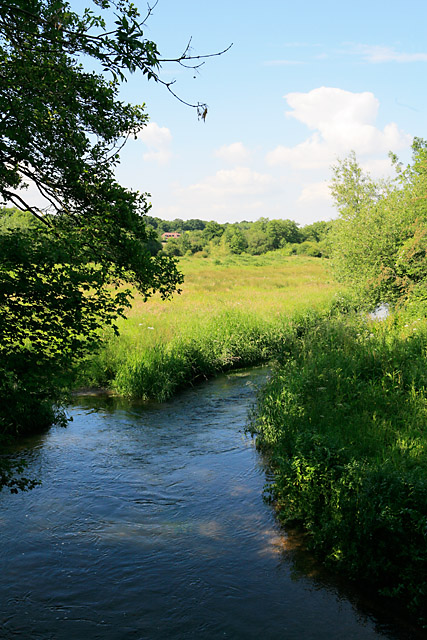
5. Amont du Meon traversant Ironmill Lane, Fareham, au nord de l'autoroute M27.
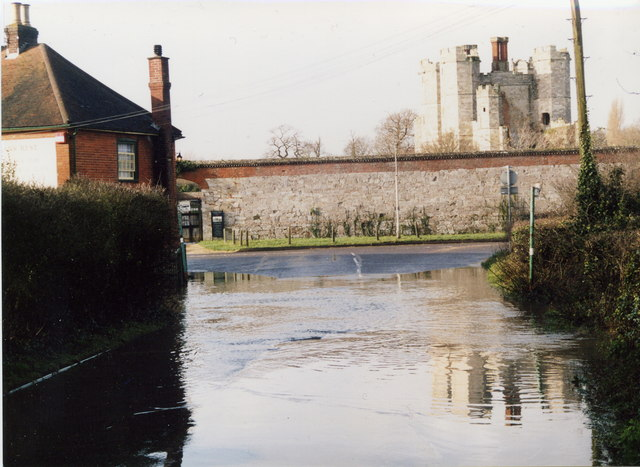
6. Inondation de la route de Fishers Hill, à Catisfield.
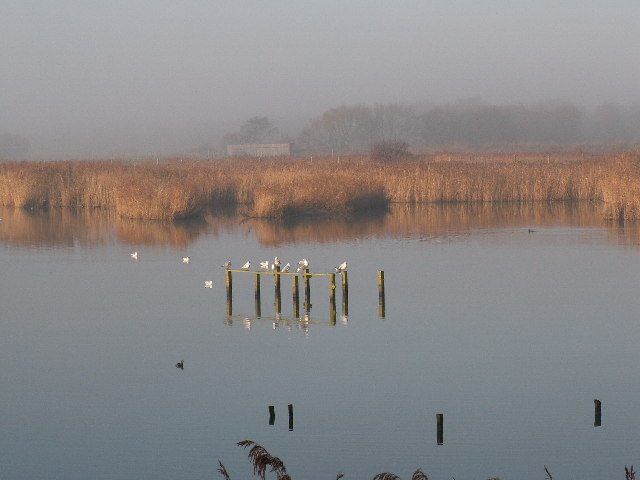
7. La réserve naturelle nationale de Titchfield Haven.
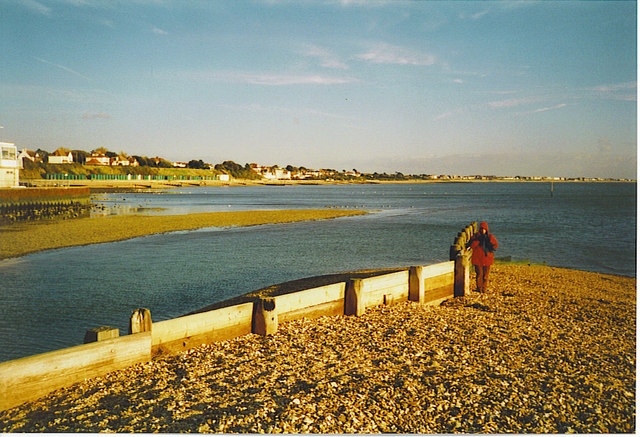
8. L'estuaire du Meon sur le Solent.